# Logica cablata
Una porta logica cablata è una porta logica che implementa la logica booleana che utilizza solo componenti passivi come diodi e resistenze. Una connessione logica cablata può svolgere la funzione di una porta AND o di una OR. I principali limiti del dispositivo sono l'inabilità ad implementare la porta NOT e la mancanza di ripristino dei livelli.

## AND cablato

AND cablato con diodi e resistore

L'AND cablato è una forma di porta AND. Esso usa una resistenza di pull-up e un diodo per ogni ingresso al fine di implementare la funzione AND.
La tensione positiva del source è diretta verso l'uscita C e sino ad A e B attraverso i diodi connessi agli ingressi. Quando lo stato logico alto, uguale o maggiore della tensione di source, viene applicato a tutti gli ingressi allora la tensione d'uscita sarà proprio quella di source. La porta AND potrebbe avere un infinito numero di ingressi.
La funzione AND cablato può essere ricreata tramite la semplice connessione fra tutte le porte d'uscita a una resistenza pull-up di collettore comune. La funzione AND cablato nella figura sotto viene implementata tramite porte TTL open collector.

Porta AND open collector

L'uscita C è determinata dagli ingressi A e B in accordo alla tavola di verità (sulla destra).

## OR cablato
L'OR cablato elettricamente implementa la logica booleana di una porta OR tramite l'uso di una resistenza di pull-down e di un diodo per ogni ingresso.

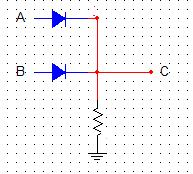
OR cablato con diodi e resistore

La tensione di ogni ingresso è diretta, attraverso il corrispondente diodo, all'uscita C. Se non vi è alcuno stato logico/ tensione instaurata agli ingressi allora non vi sarà alcuna uscita. La tensione positiva del source che è presente nell'AND cablato viene sostituita da una massa nell'OR cablato. Inoltre, si noti la differenza della posizione dei diodi rispetto all'AND cablato. In maniera simile all'AND cablato, l'OR potrebbe avere un infinito numero di ingressi e una sola uscita.
L'uscita C è determinata dagli ingressi A e B in accordo alla tavola di verità (non mostrata) e dagli impulsi a onda quadra (mostrata sotto).

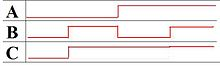
Funzione logica OR con due ingressi

## Livelli inversi
Un AND cablato può essere convertito in un OR cablato e viceversa, ciò può avvenire grazie all'uso di segnali con livelli inversi. Esempi comuni sono i segnali come INT o RST.